# آچر
آچر (به انگلیسی: Acher)، رودی به طول ۵۳٫۶ کیلومتر است که از ریزابههای سمت راست راین در شهرستان ارتناوکرایس، واقع در ایالت جنوبی بادن-وورتمبرگ است. این رود در سمت شمال غربی از جنگل سیاه به سمت راین جاری می‌شود، که بین دو رود رنچ در جنوب، و اوس (Oos) در شمال، قرار دارد.